# Passiflora jianfengensis
Passiflora jianfengensis là một loài thực vật có hoa trong họ Lạc tiên. Loài này được S.M. Hwang & Q. Huang mô tả khoa học đầu tiên năm 1985.